# 尤福拉 (阿拉巴马州)
尤福拉（英語：Eufaula），是美国阿拉巴马州下属的一座城市。面积约为59.39平方英里（约合153.81平方公里）。根据2010年美国人口普查，该市有人口13,137人，人口密度为221.2/平方英里（约合85.41/平方公里）。